# Florence Ballard
Florence Glenda Ballard Chapman, tên thường gọi "Flo" hay "Blondie" (30 tháng 6 năm 1943 – 22 tháng 2 năm 1976), là một ca sĩ Mỹ, một trong những thành viên sáng lập nhóm nhạc The Supremes của Motown.
Trong những năm đầu tiên kể từ khi thành lập, các thành viên của The Supremes (với tên gọi ban đầu The Primettes) đã chia sẻ cho nhau vị trí hát chính ở mỗi bài hát. Tuy nhiên, đến năm 1966, Ballard và Mary Wilson bắt đầu cảm thấy bị lờ đi khi người điều hành hãng Motown, Berry Gordy, Jr. hướng sự chú ý vào sự nghiệp cá nhân của Diana Ross. Kết quả là sự bất mãn đã đẩy Ballard vào trạng thái trầm cảm mãn tính và nghiện rượu, và đây là những nhân tố tăng thêm lý do cho quyết định của Gordy, khi đẩy cô rời khỏi nhóm The Supremes vào tháng 7 năm 1967. Người thay thế cô là cựu thành viên Bluebelle, Cindy Birdsong.
Sau nỗ lực trở thành ca sĩ solo không thành công vào cuối thập niên 1960, Ballard đã trải qua 5 năm cuối đời tron sự nghèo khó, cố gắng lảng tránh sự chú ý của giới truyền thông, trong khi vẫn đang kiện lên tòa về những vấn đề liên quan đến sự ra đi của cô ở Motown. Khoảng giữa thập niên 1970, Ballard bắt đầu khôi phục khả năng kiểm soát sức khỏe tâm lý và cảm xúc, và xuất hiện trở lại trước công chúng, trong các cuộc phỏng vấn cũng như trên mặt báo. Cô đã mua một căn nhà mới sau khi nhận được một khoản bồi thường tai nạn khá lớn. Cô đã hòa giải với người chồng đã ly thân Tommy Chapman. Tuy nhiên, vào lúc này, Ballard cũng bắt đầu gánh chịu những di chứng do chứng nghiện rượu trước kia mang lại.
Năm 1976, Ballard chết vì chứng nghẽn mạch vành tim ở tuổi 32. Cái chết của cô được gọi là "một trong những bi kịch lớn nhất của rock".